# Dancing Queen (De Valkenier)
Dancing Queen is een voormalige zweefmolen die ooit in het Belgische Bellewaerde Park stond en later verhuisde naar het Nederlandse attractiepark De Valkenier.

## Geschiedenis
De attractie werd in 1989 gebouwd in Bellewaerde Park. De kleuren van de attractie waren toen wit en rood. Daar werd hij in 2004 verwijderd om plaats te maken voor El Volador, een Topple Tower, om zo een wereldprimeur binnen te halen.
Dancing Queen werd in 2005 verplaatst naar De Valkenier. De grote kroon die op de top van de attractie stond, werd vervangen door een ander model, bedrukt met het logo van De Valkenier. Toen De Valkenier de attractie kocht, kreeg deze een rood-roze schildering. In 2012 werd hij nogmaals overschilderd, dit keer in groen en geel. Rond 2019 verdween de attractie van de lijst van attracties, samen met de simulator Maanraket, om plaats te maken voor een nieuwe achtbaan, Krummel, voor kinderen vanaf twee jaar. Op de plaats staat nu kermisattractie Surfing.
Afbeeldingen